# Путятинська сільська рада
| Путятинська сільська рада — орган місцевого самоврядування у Рогатинському районі Івано-Франківської області з адміністративним центром у с. Путятинці. Історична дата утворення: в 1944 році. Водоймища на території, підпорядкованій даній раді: річка Студений Потік. Сільській раді підпорядковані населені пункти: - с. Путятинці |

## Склад ради
Рада складається з 16 депутатів та голови.

### Керівний склад ради
| ПІБ                           | Основні відомості                                                                              | Дата обрання | Дата звільнення |
| ----------------------------- | ---------------------------------------------------------------------------------------------- | ------------ | --------------- |
| Андрієвський Ігор Зеновійович | Сільський голова, 1965 року народження, освіта, член Народного Руху України                    | 26.03.2006   | 31.10.2010      |
| Андрієвський Ігор Зіновійович | Сільський голова, 1965 року народження, освіта середня спеціальна, член Народного Руху України | 31.10.2010   |                 |

Примітка: таблиця складена за даними джерела